# C̈
C̈ (minuskuła c̈) – litera alfabetu łacińskiego, będącą modyfikacją litery C o umlaut. Współcześnie używa jej się głównie w łacińskim zapisie czeczeńskiej głoski Ч, wydającej dźwięk spółgłoski zwarto-szczelinowej zadziąsłowej bezdźwięcznej, którą w Międzynarodowym Alfabecie Fonetycznym IPA przedstawia się jako /t͡ʃ/. Jest to dokładnie ten sam dźwięk, jak angielskie ch.
Występuje ona również w dwuznaku c̈h w języku Yanesha. C̈h oznacza tam dźwięk spółgłoski zwarto-szczelinowej z retrofleksją bezdźwięczną, tj. /t͡ʂ/(polskie cz), a ch (bez umlautu) tak samo jak w angielskim oznacza /t͡ʃ/.